# Lebrija (Sevilla)
Lebrija es un municipio y localidad española de la provincia de Sevilla, en la comunidad autónoma de Andalucía. Perteneciente a la comarca del Bajo Guadalquivir. Cuenta con una población de 27 745 habitantes (INE 2024). Su extensión superficial es de 375,6 km² (IECA, 2019) y tiene una densidad de 73,86 hab/km². Se encuentra a una altitud de 31 m y a 62,2 km (IECA, 2019) de la capital provincial y a 61 kilómetros de la capital de la provincia de Cádiz.

## Geografía
Su localización geográfica hace que su territorio participe de tres medios físicos distintos: el de las Marismas, que ocupa la mayor parte del territorio por el norte y el oeste, el de la Campiña, con terrenos de secano y de regadío próximos al canal del Bajo Guadalquivir, al noreste y al este, y el del Monte, primeras estribaciones de la cordillera Subbética, al sureste. Al sureste se extiende la Reserva Natural Complejo Endorreico de Las Cabezas-Lebrija, que cuenta con varias lagunas. La altitud oscila entre los 198 m (La Atalaya), al sureste, y los 5 m a orillas del Guadalquivir. El pueblo se alza a unos 37 m sobre el nivel del mar.
| Noroeste: La Puebla del Río | Norte: La Puebla del Río                                 | Noreste: Las Cabezas de San Juan                                     |
| Oeste: La Puebla del Río    |                                                          | Este: Las Cabezas de San Juan y Espera (Cádiz)                       |
| Suroeste: Trebujena (Cádiz) | Sur: Jerez de la Frontera (Cádiz) y El Cuervo de Sevilla | Sureste: Arcos de la Frontera (Cádiz) y Jerez de la Frontera (Cádiz) |

Integrado en la comarca de Bajo Guadalquivir, el término municipal es atravesado por la autopista del Sur (AP-4) y por la carretera N-IV entre los km 603 y 611. De igual manera, se ubican las carreteras autonómicas A-471, que permite la comunicación con Las Cabezas de San Juan, Trebujena y Sanlúcar de Barrameda, la A-8150, que se dirige al río Guadalquivir, A-8151, que conecta con El Cuervo de Sevilla y A-8152 que enlaza con la N-IV a través de Los Tollos.
| E-5 AP-4     | Autopista del Sur: Dos Hermanas - Jerez de la Frontera - Cádiz. Abierta al público el 1 de enero de 2020. |
| E-5 A-4 N-IV | Autovía del Sur (Antigua N-IV): Madrid - Córdoba - Sevilla - Jerez de la Frontera - Cádiz                 |
| A-471        | Utrera (El Torbiscal) - Sanlúcar de Barrameda                                                             |
| A-8150       | Lebrija - Camino de las Marismillas. Vía de acceso a Polígono Industrial Las Marismas de Lebrija.         |
| A-8151       | Lebrija - El Cuervo de Sevilla                                                                            |
| A-8152       | Lebrija - Enlaza con la N-IV a través de Los Tollos                                                       |
| SE-6300      | Ramal de la N-IV - Lebrija                                                                                |

## Historia

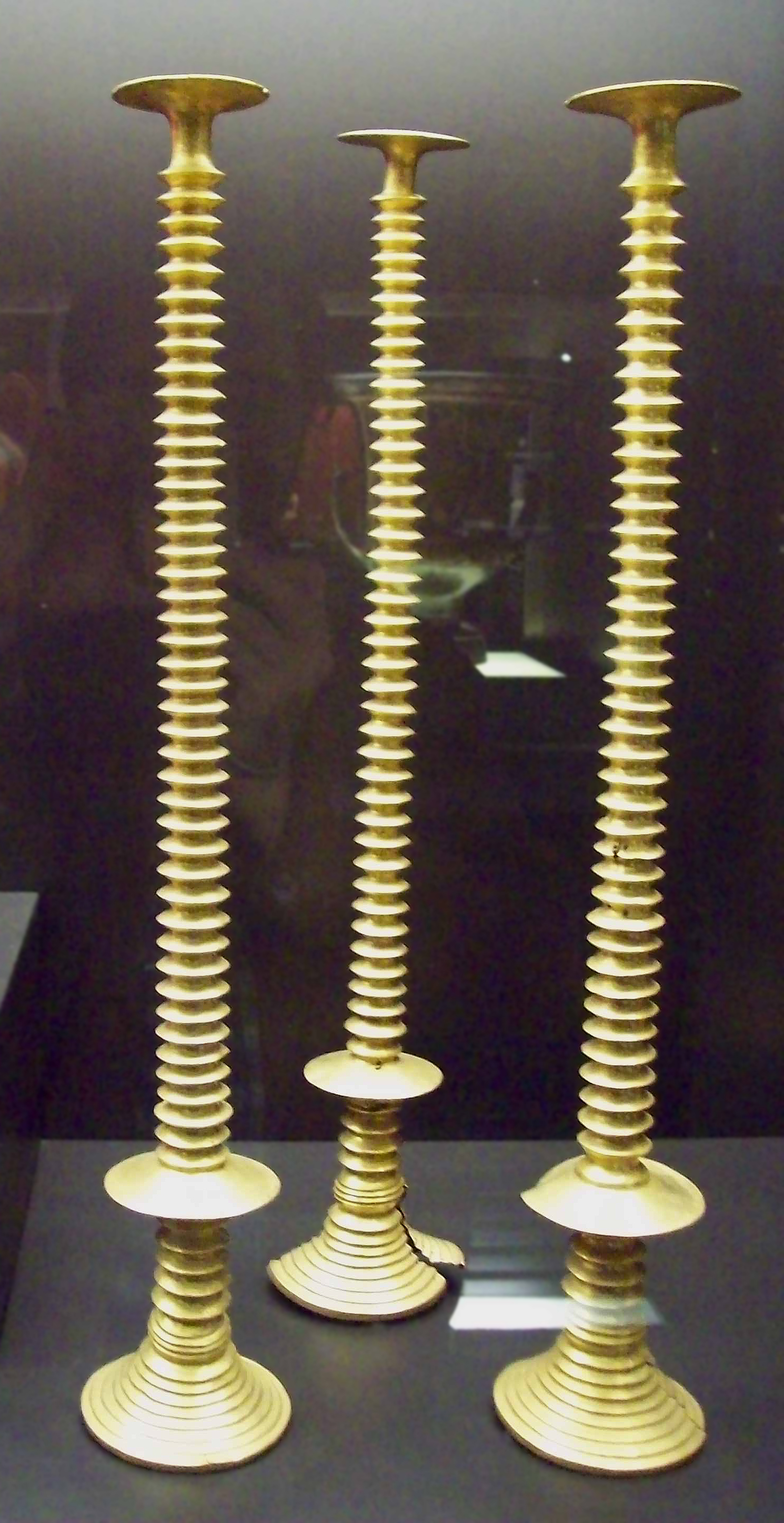
Candelabros de Lebrija

Cuenta una leyenda que el origen de Lebrija es mitológico: el dios Baco la fundó cerca de la ribera del océano Atlántico. En su casco histórico se han encontrado restos arqueológicos de un poblado calcolítico. La fundación de la ciudad según distintos autores se atribuye a los fenicios, de estos últimos se han encontrado en la localidad seis timiaterios de oro llamados Candeleros o Candelabros de Lebrija, fechados en el siglo VII a. C. y actualmente conservados en el Museo Arqueológico Nacional de Madrid.

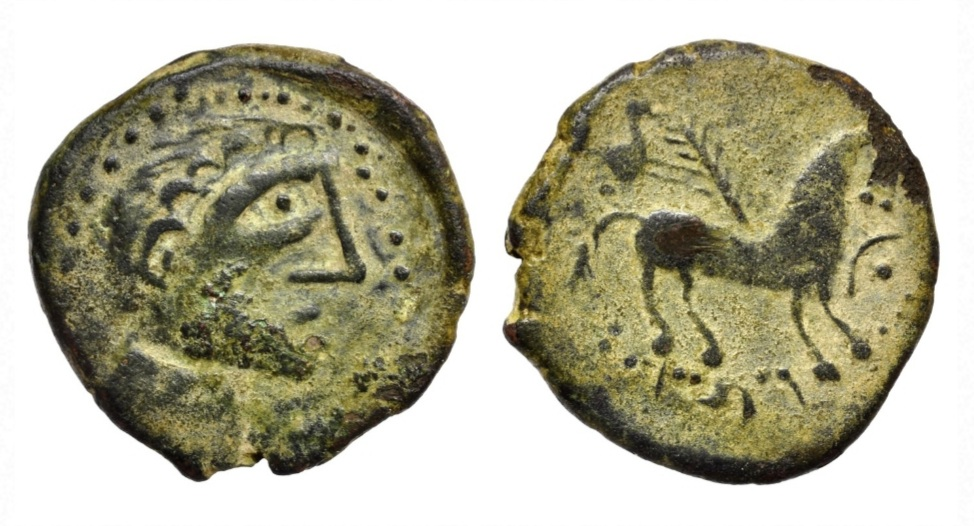
Moneda de Naprisan (Museo de Prehistoria de Valencia)

No obstante, según el último estudio presentado por Francisco Jordi Páez en el "X Congreso Internacional de Estudios Fenicios y Púnicos" de 2022 celebrado en el Palacio de Congresos de la isla de Ibiza en Santa Eulalia del Río, el nombre más antiguo es Naprisan (aunque escrito en neopúnico como n'psn y n'ps'n), y que según Samuel Bochart ('Geographiae sacrae pars prior [- altera] Phaleg seu De dispersione gentium...', 1651, p. 680) deriva de dos palabras hebreas: Nae-pritsa, del Hebreo: נאה (na’ah) "habitación" y פרצ (prṣ) "romper o hacer una brecha") que, según el mismo Bochart, se traduce como "habitatio eruptionis aquae" ("habitación del brote de las aguas")", es decir, "manantial". Esta ciudad era la más floreciente del Lacus Ligustinus ya que acuñó la moneda más activa, temprana y abundante adscrita a un grupo étnico identificado con los turdetanos.
En el siglo I a. C. la llaman Nabrissa Veneria, así se demuestra por el hecho de que acuñó moneda latina, llegando a la categoría de municipio de derecho latino bajo dominación romana.
Tras el oscuro paso de los visigodos, al producirse la invasión de la península ibérica por los musulmanes en el 711 d. C., Lebrija pasó a su poder después de la batalla de Guadalete y recibió el nombre de “Lebri-sah”.
Fue conquistada por Fernando III de Castilla en 1249, aunque los musulmanes todavía intentarán recuperarla en dos ocasiones posteriores, en 1263 y en 1340.
A finales de octubre de 1255 el infante Enrique de Castilla "el Senador", hijo de Fernando III de Castilla, apoyado secretamente por Jaime I de Aragón, se levantó en armas contra su hermano Alfonso X de Castilla, atacando desde sus ciudades de Arcos y Lebrija las tierras del rey, al tiempo que otros nobles, descontentos con Alfonso X, atacaban el reino desde las tierras de Vizcaya. Alfonso X envió a combatir contra el infante a Nuño González de Lara "el Bueno", quien le derrotó en una batalla campal, librada en las cercanías de Lebrija, y en la que las tropas alfonsinas vencieron gracias a la llegada de los refuerzos comandados por Rodrigo Alfonso de León, hijo ilegítimo de Alfonso IX de León. Después de su derrota, el infante Enrique se refugió en Lebrija pero, no pareciéndole un lugar seguro, buscó refugio en el reino de Aragón.
En 1264 el rey Alfonso X de Castilla la incorporó a la corona de Castilla, y en 1294 se le concede el título de ciudad. El núcleo urbano de Lebrija se asienta sobre las laderas que rodean el cerro del Castillo, con forma alargada en el sentido este-oeste. Está delimitado en tres de sus caras (sur, oeste y norte) por fuertes escarpados que imposibilitan la urbanización. El cerro constituye desde sus orígenes una vieja acrópolis fortificada. En la primera fase del dominio romano se reutiliza la fortaleza existente, pero en la época imperial el núcleo comienza a crecer extramuros en la única dirección posible (el este), coincidente con el camino de Sevilla.

Vista de Lebrija (arriba), junto a Setenil (abajo), en una lámina del Civitates orbis terrarum

Durante la dominación musulmana se reutiliza la ciudad intramuros, se reconstruye la muralla romana en todo su perímetro y se deforma la trama clásica, que adquiere la típica imagen árabe. El crecimiento extramuros se produce a partir del siglo XV con la construcción junto a la Puerta de Sevilla del Barrio Nuevo. Pero la expansión moderna comienza en el siglo XVIII urbanizando la calle perpendicular a la puerta principal, desde la plaza del Arco hacia el este (calle Corredera) y su paralela por el sur (actual calle Andrés Sánchez de Alva). Durante el siglo XIX la actual plaza de España se constituye en centro de la ciudad moderna. Surgen de forma radial calles frente a las tres puertas de la ciudad histórica, al tiempo que se renueva la ciudad intramuros. A finales del siglo XIX, se construye el ferrocarril al oeste del núcleo y en dirección norte-sur, constituyendo un límite al crecimiento urbano hacia la marisma.

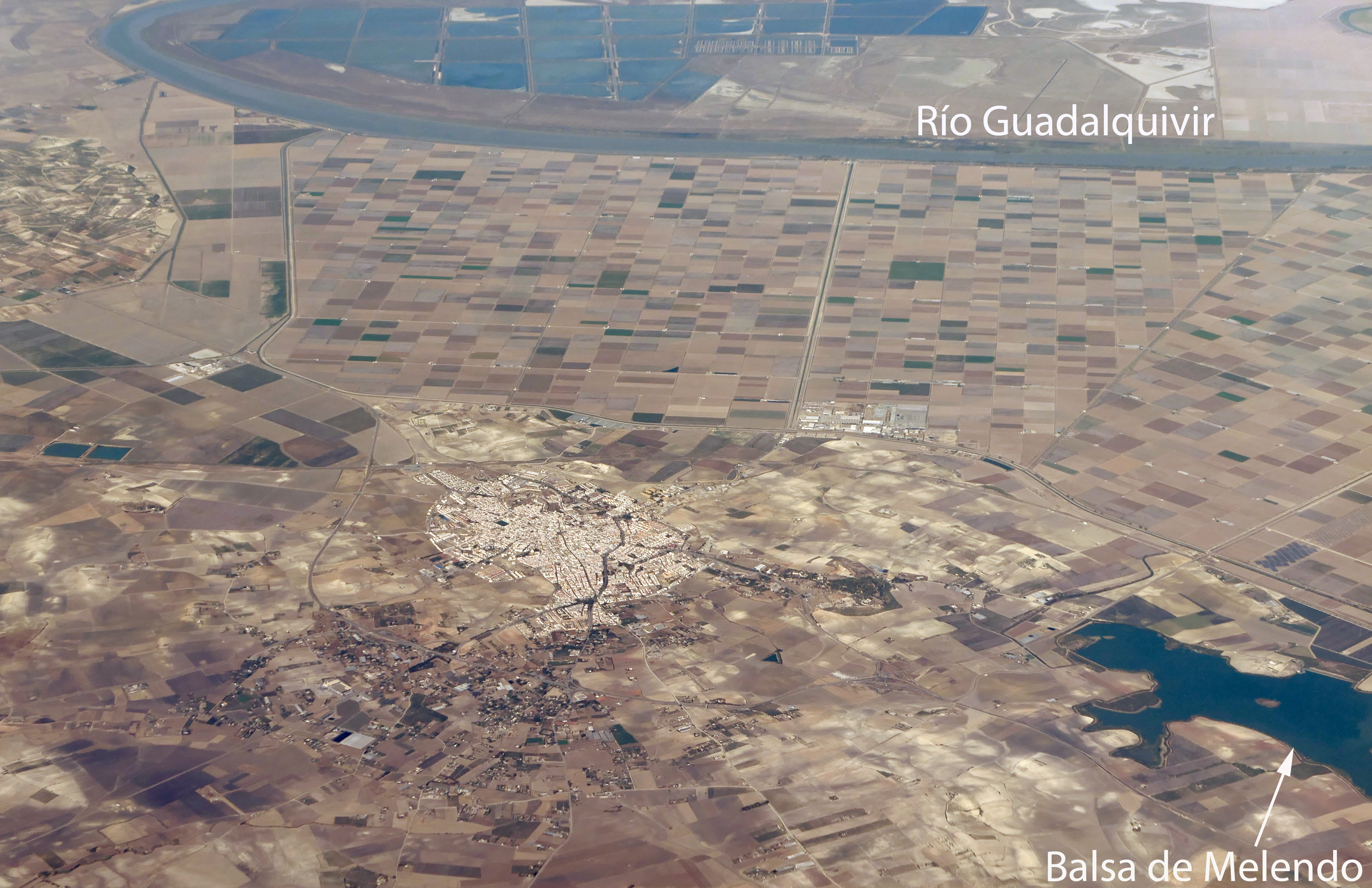
Vista aérea en el

En la primera mitad del siglo XX se produce la colmatación de las manzanas originadas en los dos siglos anteriores por las calles radiales y sus correspondientes transversales. El crecimiento del área urbanizada es mínimo, sobre todo en comparación con el que se produce desde los años 1950. A partir de entonces, el desarrollo se orienta sobre todo hacia el norte, siguiendo el camino que une la ciudad vieja con la estación, y hacia el noreste, en los bordes de la salida a Sevilla. La tipología edificatoria es abierta, a base de bloques y promoción por polígonos (caso de la barriada Blas Infante). El único eje urbano de gran dimensión es la Avenida de Andalucía, situada sobre el camino de la estación, y que da continuidad al eje norte-sur de la ciudad histórica.
La Guerra de la Independencia y la pérdida de los territorios de ultramar dan al traste con esta etapa de auge y la ciudad entra en un período de moderado pero constante crecimiento, pasando la población de 6200 habitantes en 1850 a 12 000 habitantes en 1920 y 18 300 habitantes en 1980. El conjunto del término llegaba en ese último año a los 26 000 habitantes incluyendo el núcleo del El Cuervo, cuya formación como casco urbano se produce a partir de 1950, y la población de las áreas no urbanas.

## Demografía
Lebrija cuenta con una población de 27 745 habitantes (INE 2024).
| Gráfica de evolución demográfica de Lebrija entre 1842 y 2021 |
| |
| Población de derecho según los censos de población del INE Población de hecho según los censos de población del INEEn 1992 disminuye el término del municipio porque independiza a El Cuervo de Sevilla. |

## Economía

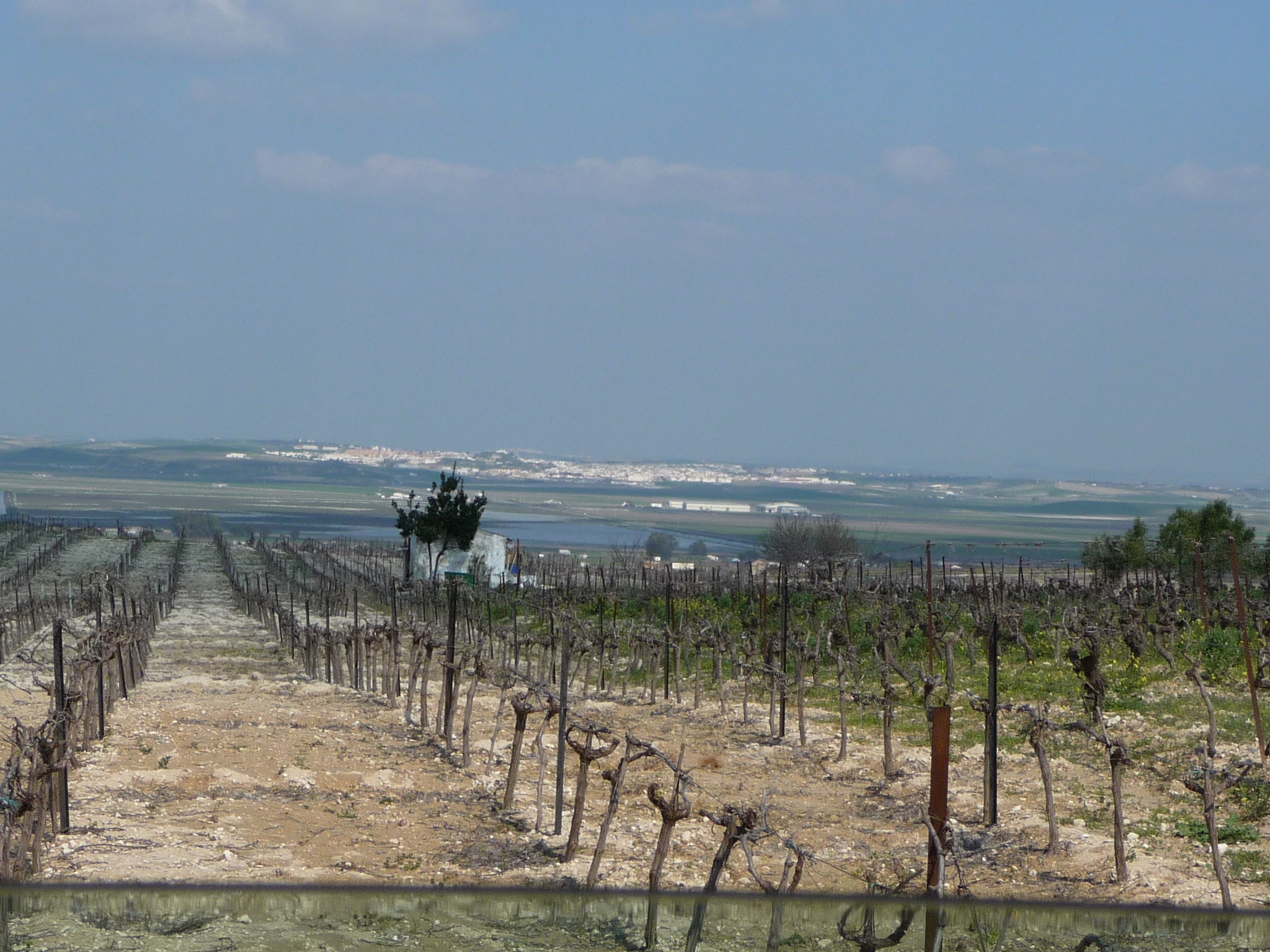
Lebrija desde Trebujena

Su principal fuente de ingreso es la agricultura, destacando la remolacha azucarera como cultivo de regadío fundamental junto con el algodón y el trigo como principal cultivo de secano. También se puede destacar en cuanto a los cultivos, la implantación de productos hortofrutícolas, con el tomate de industria como principal referente y su antigua tradición vinatera. Las uvas cultivadas en su término pueden ser usadas para hacer jereces, pero además existe una denominación de origen propia: Vino de calidad de Lebrija, cuyos vinos han triunfado en numerosos concursos internacionales.
En cuanto a la artesanía, Lebrija también es conocido por su tradición alfarera.

### Evolución de la deuda viva municipal
El concepto de deuda viva contempla sólo las deudas con cajas y bancos relativas a créditos financieros, valores de renta fija y préstamos o créditos transferidos a terceros, excluyéndose, por tanto, la deuda comercial.
| Gráfica de evolución de la deuda viva del Ayuntamiento de Lebrija entre 2008 y 2022                |
| |
| Deuda viva del Ayuntamiento de Lebrija, en miles de euros, según datos del Ministerio de Hacienda. |

## Administración y Política
| Periodo   | Nombre                                                       | Partido                                  |
| --------- | ------------------------------------------------------------ | ---------------------------------------- |
| 1979-1983 | Antonio Torres García                                        | Partido Socialista Obrero Español (PSOE) |
| 1983-1987 | Antonio Torres García                                        | Partido Socialista Obrero Español (PSOE) |
| 1987-1991 | Antonio Torres García                                        | Partido Socialista Obrero Español (PSOE) |
| 1991-1995 | Antonio Torres García                                        | Partido Socialista Obrero Español (PSOE) |
| 1995-1999 | Antonio Torres García                                        | Partido Socialista Obrero Español (PSOE) |
| 1999-2003 | Antonio Torres García                                        | Partido Socialista Obrero Español (PSOE) |
| 2003-2007 | Jerónimo Pérez Méndez                                        | Partido Andalucista (PA)                 |
| 2007-2011 | María José Fernández                                         | Partido Socialista Obrero Español (PSOE) |
| 2011-2015 | María José Fernández                                         | Partido Socialista Obrero Español (PSOE) |
| 2015-2019 | María José Fernández (2015-2017) José Benito Barroso Sánchez | Partido Socialista Obrero Español (PSOE) |
| 2019-2023 | José Benito Barroso Sánchez                                  | Partido Socialista Obrero Español (PSOE) |
| 2023-act. | José Benito Barroso Sánchez                                  | Partido Socialista Obrero Español (PSOE) |

## Deportes

### Fútbol
En Lebrija coexisten dos equipos de fútbol: La Unión Balompédica Lebrijana y el Club Atlético Antoniano.
Como hecho histórico cabe resaltar que el Club Atlético Antoniano ha logrado ascender y jugar en Segunda Division RFEF de España por primera vez en su historia tras lograr el campeonato de Tercera Federación (Grupo X) en la temporada 2022-23. La consecución de 60 puntos en dicha temporada permitió el ascenso directo y la plaza para jugar en la Copa del Rey. Por otra parte, la Unión Balompédica Lebrijana ha ascendido y jugado en Tercera Federación en múltiples ocasiones. Ambos equipos han coincidido varias temporadas en la misma categoría produciéndose derbis locales de gran rivalidad.

### Otros deportes de pelota
En Lebrija existen diversos clubes deportivos de pelota. Destacan el Club Tenis Lebrija, Lebrija C.D. Balonmano, C.D Tartessos Lebrija de Baloncesto, Veteranos de Lebrija C.F., Club Voleibol Lebrija, C.D Lebrija Fútbol Sala, Club Billar Elio Antonio, C.D. Amigos del Tenis de Mesa, C.D 4 Set y C.D La Martina Lebrija.

### Atletismo
Lebrija goza de gran tradición en esta disciplina. Destaca el Club Correlindes, C.D. Tirapalante, Club Atletismo Lebrija, Club Triatlón Lebrija y C.D. Lebrirunning. A lo largo del año se realizan distintos eventos deportivos de gran tradición como es la Luna de Agosto, la Carrera San Silvestre y la Media Maratón Francisco Sánchez Falcón “Paquito” de carácter solidario.

### Deportes aeronáuticos
A principios de los 80 un grupo de aficionados al vuelo funda el Club Aeronebrix, que tiene por objeto la promoción del vuelo en ultraligero. Desde el primer aparato, volado por los 12 socios fundadores en las marismas del Guadalquivir, hasta la actualidad, se han sumado ultraligeros de última generación y se han construido pistas y hangares. Actualmente cuenta con un campo de vuelo de ultraligeros legal. En el 2007 se funda el Club Paramotores Bajo Guadalquivir, dedicado al vuelo en paramotor. Este club ha mantenido una dinámica actividad promoviendo este deporte. Destacar los numerosos cursos de seguridad en vuelo y el carácter lúdico-deportivo de sus actividades sociales, que realiza por gran parte de Andalucía occidental, zona a la que pertenecen sus socios. En la actualidad, el club cuenta con más de cuarenta pilotos titulados y federados.

## Patrimonio

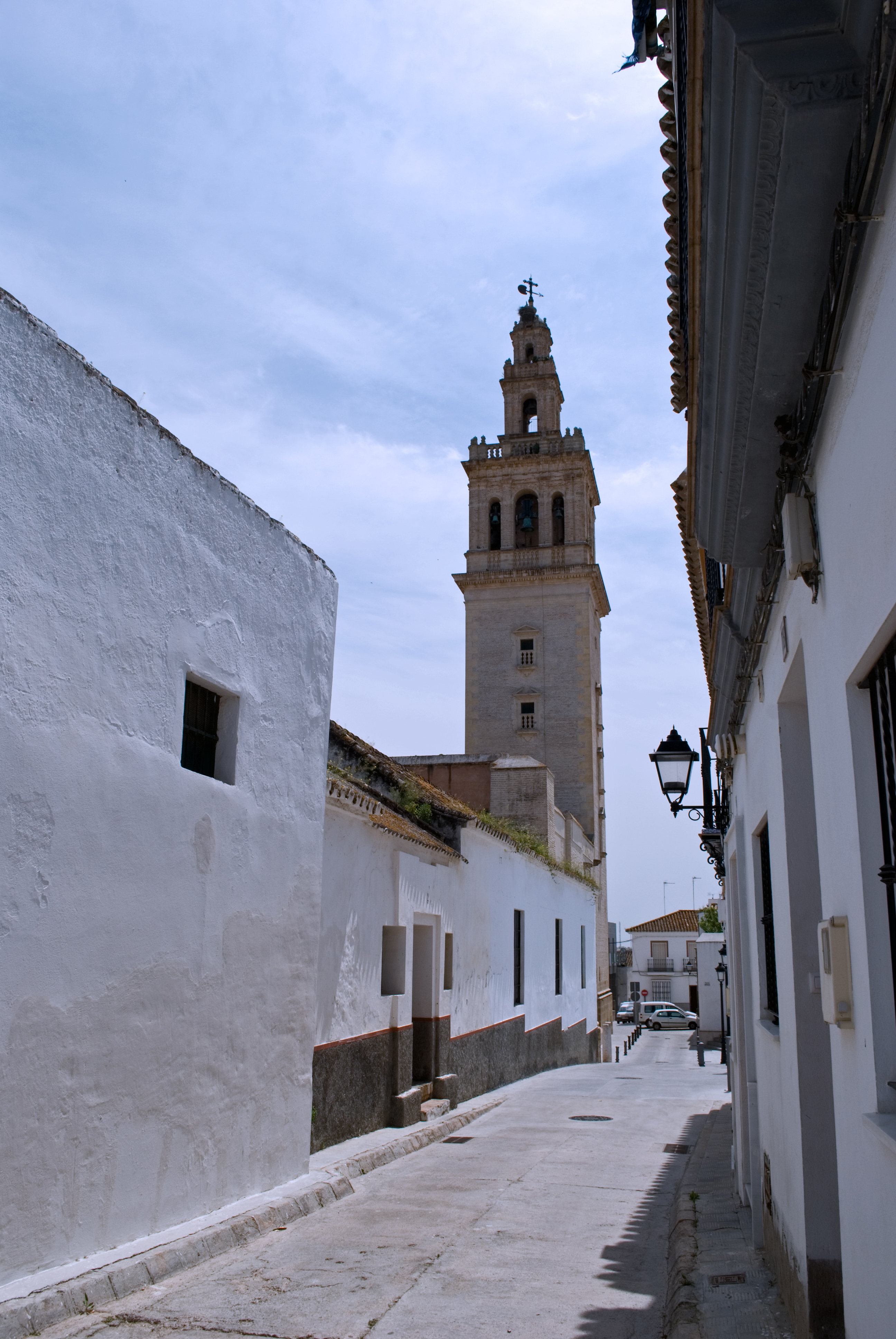
Calle lebrijana, con la torre de la iglesia de Santa María de la Oliva al fondo

- La Iglesia de Santa María de la Oliva.
- Ruinas del Castillo y Ermita de Sta. María del Castillo.
- La Iglesia de Santa María de Jesús, que perteneció originalmente al convento de la Orden Tercera de San Francisco, la iglesia fue construida entre el siglo XVI y XVII.
- La Iglesia Conventual de San Francisco.
- La Capilla de San Juan de Letrán.
- La Capilla de Nuestra Señora de la Aurora.
- La Capilla de Belén.
- La Iglesia del Convento de las Concepcionistas. En la que destaca el retablo mayor obra de Juan Santamaría Navarro y Matías José Navarro, que lo ejecutaron entre 1729 y 1731.
- Calle de las Monjas.Casa consistorial de Lebrija

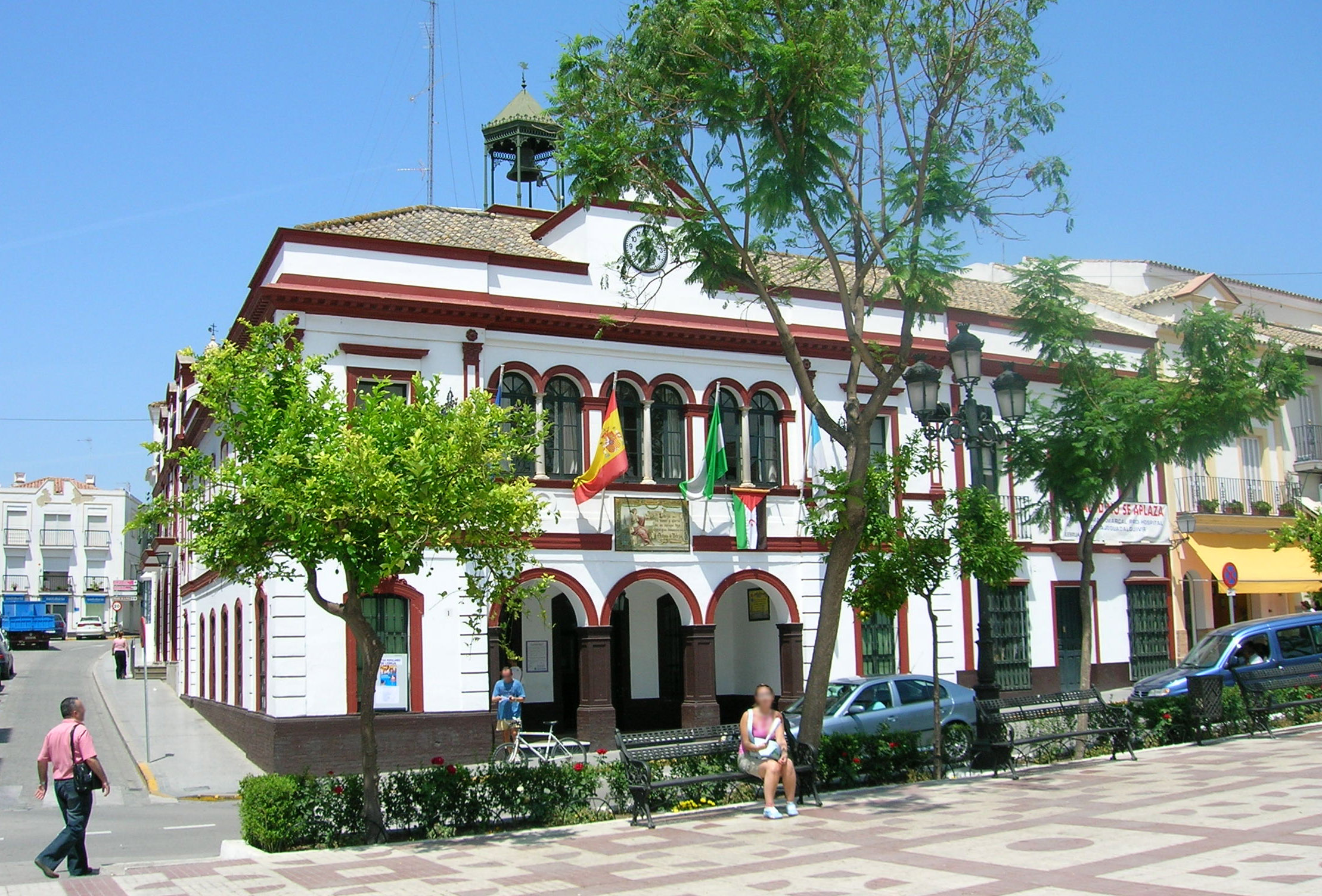
Casa consistorial de Lebrija

- Convento de las Hermanas de la Cruz.
- Casa de la Cultura.
- Asilo de San Andrés.
- Archivo Parroquial de Santa María de Oliva.
- Estatua de Elio Antonio.
- Antigua Cilla del Cabildo (Centro de Interpretación Nebrija).
- Parque natural de San Benito.
- Ermita de San Benito.
- Museo del flamenco.
- Conjunto arqueológico El Fontanal.

## Fiestas

### Las Cruces de Mayo
Las Cruces de Mayo de Lebrija se conocen como «La fiesta de las mujeres», por la enorme participación de las mujeres lebrijanas en esta fiesta de gran tradición popular, que se celebra durante los dos primeros fines de semana de mayo.
Las Cruces de Mayo son fiestas de interés turístico de Andalucía desde el año 2008, por su carácter único y su peculiar puesta en escena de los valores y tradiciones populares más arraigadas. Las vecinas y vecinos de la localidad “visten” la Cruz, alrededor de la cual se baila y se canta durante toda la noche. La gastronomía específica (donde destacan las habas y las tortas), la ornamentación característica de la Cruz, así como la participación masiva de los lebrijanos mantiene la fiesta viva en la calle.

#### Gastronomía
La gastronomía ocupa un lugar importante en las Cruces de Mayo: se consumen las habas corchas (habas hervidas con sal que se comen frías) y los caracoles blanquillos de las marismas, con pocos condimentos, pero que requieren una laboriosa preparación. Todo ello, acompañado del vino y la manzanilla elaborados en Lebrija. El vino a destacar en Lebrija es su Flor de Lebrija, un vino generoso de crianza biológica bajo velo en flor (de ahí su nombre) con una graduación volumétrica 15.º, es un vino único que solo se elabora en las bodegas de Lebrija acogidas a su Denominación de origen. También destacan sus mostos.

#### Ornamentación
Los elementos tradicionales que se utilizan para “vestir” la Cruz son: las macetas, los utensilios de metal y las guirnaldas de flores. Todos estos objetos son aportados por los propios vecinos, que cubren las paredes con colchas antiguas.

#### La Fiesta de la Cruz
El ritual de estas fiestas, en un principio alrededor de un árbol y después de la Cruz, se sitúa en las celebraciones paganas en honor a la Diosa Maia, a la que se atribuye el culto a la fertilidad.
En Lebrija, las Cruces de Mayo tienen un marcado sentido de participación popular. Las personas se desplazan de Cruz en Cruz, y son atendidas por los vecinos de las barriadas. Lo más tradicional es “vestir” una hornacina, un elemento arquitectónico que se encuentra en las fachadas de algunas casas lebrijanas y donde se sitúa una Cruz durante todo el año.

#### Sevillanas Corraleras
En las Cruces de Mayo se conserva la tradición de las Sevillanas Corraleras, con letras picarescas y relacionadas con las tareas del campo, el día a día de los lebrijanos, el amor y el desamor. En muchas ocasiones se nombran a personas de Lebrija. Estas sevillanas se cantan a compás de los instrumentos musicales propios de las fiestas: el almirez, la pandereta, el cántaro, la caña y las palmas. El repertorio de sevillanas corraleras crece cada año, ya que los mismos lebrijanos preparan letras para cantarlas en grupo en las mismas Cruces de Mayo. Las sevillanas corraleras son patrimonio específico de Lebrija, junto con Alosno y Triana.

### Caracolá Lebrijana
La Caracolá Lebrijana es un festival de música flamenca creado por un grupo de aficionados reunidos bajo la denominación "La Debla". La primera edición se celebró el 9 de septiembre de 1966 con el objetivo de acercar el flamenco al pueblo y a los aficionados. Esta edición fue dedicada a la figura de Juaniquí de Lebrija. Se trata de uno de los festivales flamencos más importantes de Andalucía, habida cuenta de que se denomina "triángulo del cante" al compuesto por Lebrija, Jerez y Utrera. El festival se celebra actualmente en verano. Su localización ha ido variando a lo largo de los años como la Plaza del Hospitalillo donde se ofrecía el espectáculo completo repartido en varios días hasta evolucionar a día de hoy donde se reparten los espectáculos por distintos enclaves emblemáticos de la ciudad. Hay que destacar varias figuras del flamenco que han pasado por las tablas del festival como Juan Peña "El Lebrijano", Camarón de la Isla, Antonio Mairena, José Menese, Manuel Mairena, José Mercé, El Cabrero, Carmen Linares, Marina Heredia, Aurora Vargas, Arcángel, Nano de Jerez, Pitingo, Remedios Amaya, Pedro Bacán, Moraito Chico,Matilde Coral, Pepa Montes.

### Los Júas
La noche de San Juan, coincide con el solsticio de verano. El nombre de esta fiesta rinde homenaje al nacimiento de san Juan Bautista, en la que su padre san Zacarías anunció, según la tradición, su nacimiento encendiendo hogueras.
En Lebrija existe una forma original de celebrar esta fiesta en la que los vecinos participan activamente construyendo grotescos muñecos de trapo llamados "Júas" que se exhiben en calles y plazas de la ciudad para ser quemados a las doce de la noche del 24 de junio. Estos representan a personajes famosos de nuestra sociedad o escenas de la vida cotidiana, y suponen una mirada satírica y llena de humor, la satirización de los temas sociales que protagonizan la actualidad.

### Otras fiestas
- Día de San Benito Abad

## Gastronomía
Destacan los caracoles y cabrillas, el guiso de ajo, la puchera y la telera de pan.